# 391
سنة 391 م (بالأرقام الرومانية: CCCXCI) كانت سنة بسيطة تبدأ يوم الأربعاء (الرابط يظهر نموذج الجدول الزمني الكامل للسنة) من التقويم اليولياني. في ذلك الوقت كانت هذه السنة تعرف على أنها سنة تولي القنصلية من قبل تاتيانوس وسيماخوس (وتعرف على نطاق أضيق بسنة 1144 من تاريخ تأسيس روما). بدأت تسمية السنة ب391 منذ العصور الوسطى المبكرة، عندما أصبح تقويم أنو دوميني هو الأسلوب السائد في أوروبا لتسمية السنوات.

## وفيات
- مقار الكبير راهب مصري